# Kreisgericht Plungė
Das Kreisgericht Plungė (lit. Plungės rajono apylinkės teismas, 'das Kreisgericht des Rajons Plungė') ist ein Kreisgericht in Plungė, im nördlichen Litauen, Distrikt Telšiai. Im Gericht gibt es die Hypothek-Abteilung, die für die Rajongemeinde Plungė und Gemeinde Rietavas zuständig ist. Es gibt sechs Richter, vier Richtergehilfen, sechs Sekretärinnen und eine Büroleiterin. Das Gericht gehört der ordentlichen Gerichtsbarkeit (die Appellationsinstanz: Bezirksgericht Klaipėda) an.

## Geschichte
Ab 1926 gab es eine Stelle des Friedensrichters. Der erste Richter war Vladas Vasiliauskas. In Sowjetlitauen gab es ein Volksgericht des Rajons Plungė. 2011 wurde das neue Gebäude gebaut.
2018 besteht das Gericht nach der litauischen Gerichtsreform nicht mehr.

## Leitung
- 1995–2007: Aušra Volskytė[3]
- 2012–2018: Vaidas Gasiūnas[4]